# Jordan Petkow
Jordan Hristow Petkow (bułg. Йордан Христов Петков, ur. 11 marca 1976 w Wielkim Tyrnowie) – bułgarski piłkarz występujący na pozycji obrońcy lub pomocnika, reprezentant Bułgarii w latach 2001–2003, trener piłkarski.

## Kariera klubowa
W 1996 roku rozpoczął karierę piłkarską w klubie Etyr Wielkie Tyrnowo. Zimą 1998 wyjechał na Ukrainę, gdzie został piłkarzem Worskły Połtawa. Jesienią 1999 powrócił do ojczyzny, gdzie najpierw występował w Lokomotiwu Sofia, a w 2001 roku przeniósł się do Sławii Sofia. W latach 2005–2006 grał w tureckim Samsunsporze, skąd w 2006 roku został wypożyczony do Sławii Sofia. W 2007 roku podpisał ze Sławią kontrakt. W styczniu 2011 przeszedł do cypryjskiego klubu Ermis Aradipu, w którym latem 2011 zakończył karierę piłkarską.

## Kariera reprezentacyjna
W latach 2001–2003 występował w reprezentacji Bułgarii, w której rozegrał 5 spotkań. Wcześniej był piłkarzem kadry Bułgarii U-21.

## Kariera trenerska
W latach 2011–2014 był asystentem trenera w Sławii Sofia. W 2016 roku prowadził Hebyr Pazardżik. W 2019 roku rozpoczął pracę jako trener reprezentacji Bułgarii U-19.